# BlackRock
Pour les articles homonymes, voir Blackrock.
BlackRock est une société multinationale américaine spécialisée dans la gestion d'actifs, dont le siège social est situé à New York. Fondée en 1988, elle est devenue le plus important gestionnaire d'actifs au monde, avec près de 12 000 milliards de dollars d'encours au 31 décembre 2024. BlackRock fournit des solutions d’investissement, de conseil et de gestion des risques de financement.
Les activités sont concentrées aux États-Unis, où un peu plus de la moitié du chiffre d'affaires est réalisé. BlackRock a réalisé une forte croissance des actifs sous gestion depuis 2005.
Fin 2024, la société emploie 20 000 collaborateurs présents dans 89 bureaux à travers 38 pays pour une clientèle répartie dans plus d'une centaine de pays,.
BlackRock est cotée à la Bourse de New York depuis 1999.
Le principal actionnaire de BlackRock a longtemps été PNC Financial Services avec une participation de 21 % à la fin de l'année 2017. En mai 2020, PNC vend la quasi-totalité de sa participation pour 14,4 milliards de dollars américains[Pour qui ?]. La banque transfère 500 000 actions BlackRock à la Fondation PNC[pas clair].

## Histoire

### 1988 Blackstone Financial Management
BlackRock démarre en 1988 sous l'impulsion de huit associés, dont quatre occupent encore des fonctions au sein du groupe. Les fondateurs se composent d’anciens salariés de First Boston et de Lehman Brothers, autour respectivement de Larry Fink et de Ralph Schlosstein. Le nom de la société est, à ses débuts, Blackstone Financial Management et appartient alors au groupe Blackstone. La société se concentre sur les titres obligataires et développe notamment le Blackstone Term Trust, un fonds qui permet de lever un milliard de dollars.

### 1992 BlackRock
En 1992, la société est renommée BlackRock,. La même année, BlackRock cumule 17 milliards de dollars d'actifs sous gestion, puis 53 milliards en 1994. En parallèle, BlackRock développe un outil de gestion global d'actifs, Aladdin (acronyme d'Asset Liability, Debt and Derivatives Investment Network), une plateforme de gestion de risques qui s’est imposée comme étant l’un des outils technologiques les plus connus du secteur financier. Réservé au départ à des usages internes, le système Aladdin s’ouvre à des utilisations extérieures à partir du milieu des années 1990 jusqu’à permettre la réalisation de 250 000 transactions, ainsi que des milliards de calculs financiers, par jour.

### Séparation entre BlackRock et Blackstone
En 1994, Blackstone et BlackRock décident de se séparer. Stephen A. Schwarzman, président-directeur général de Blackstone, dira[Quand ?] de cette décision qu’elle a été sa plus grande erreur professionnelle.
En 1995, PNC Financial Services rachète BlackRock à hauteur de 240 millions de dollars.

### Introduction en bourse
En 1999, la société est introduite en bourse, au prix de 14 dollars l’action. Au terme de cette année, la société comptabilise 165 milliards de dollars d’actifs sous gestion.
En 2000, BlackRock fonde BlackRock Solutions, sa filiale de conseil organisée autour de l’exploitation de la plateforme Aladdin.
En 2004, elle rachète la société State Street Research - Management pour 375 millions de dollars, puis reprend, en 2006, la filiale de gestion d'actifs de la banque Merrill Lynch. En 2007, le cofondateur, vice-président et directeur des investissements Keith Anderson annonce son départ du groupe pour l'année suivante. Il est remplacé par Scott Amero. En 2007, Robert S. Kapito prend la présidence de BlackRock, succédant à Ralph Schlosstein,.

### Crise bancaire et financière de 2008
Lors de la crise bancaire et financière de l'automne 2008, la société résiste aux turbulences du marché et renforce son rayonnement. BlackRock est chargée par la Réserve fédérale de New York d’assurer la gestion de 30 milliards d’actifs de la banque Bear Stearns, afin d’en faciliter le sauvetage par JPMorgan Chase. Outre JPMorgan Chase, d’autres sociétés de Wall Street sollicitent les conseils de BlackRock, tels que Morgan Stanley ou American International Group (AIG).
En 2009, alors que le marché boursier est au plus bas en raison de la crise de 2008, BlackRock double sa taille en s'offrant, pour 13,5 milliards de dollars, la société Barclays Global Investors, la filiale de gestion d’actifs de Barclays. L’opération permet à BlackRock de multiplier par deux le montant des actifs placés sous sa gestion et de devenir le leader mondial du marché. Cette acquisition est la deuxième fusion la plus importante de l’histoire de l’industrie de la gestion d’actifs.

### Années 2010
En 2010, l’entreprise annonce la création de sa propre bourse interne qui vise à offrir de meilleurs prix en abaissant les coûts de négociation. L’étendue des participations de BlackRock est soulignée par The Economist, qui mentionne plus de 4 000 milliards de dollars d’actifs directement contrôlés par la société, ainsi que 11 000 milliards de dollars supplémentaires supervisés par le truchement d’Aladdin.
En 2012, BlackRock lance iShares Core afin de permettre aux investisseurs de réaliser des placements boursiers et obligataires peu coûteux grâce aux fonds indiciels cotés en bourse.
BlackRock devient alors la première société de gestion d'investissement au monde avec environ 4 000 milliards de dollars d'actifs sous gestion. Blackrock et son patron Laurence D. Fink exercent alors une influence importante à Wall Street et à Washington DC. Cette tendance monopolistique inquiète certains économistes et médias spécialisés : En 25 ans, BlackRock est devenu le plus gros investisseur au monde. Est-ce un problème de dominance ? s'inquiétait The Economist fin 2013.
En 2015, le régulateur allemand des marchés inflige à la société une amende de 3,25 millions d'euros pour des déclarations erronées ou tardives des droits de vote réellement détenus. Le gendarme allemand met en avant des circonstances atténuantes pour expliquer le montant modeste de l’amende : « les déclarations incorrectes ou tardives s'expliquent par une mauvaise interprétation des règles allemandes » a-t-il précisé, avant d’ajouter que BlackRock « a contribué à clarifier la situation et a corrigé ou mis à jour ses déclarations ». En novembre 2015, la banque américaine Bank of America transfère à BlackRock la gestion de 87 milliards de fonds monétaires.
En 2017, BlackRock publie pour la première fois ses priorités pour les deux années à venir en matière « d’intendance des investissements ». L’accent est mis sur la diversification des conseils d’administration, notamment leur féminisation, et sur la prise en compte du risque climatique à long terme
En octobre 2017, BlackRock et BlackStone annoncent leur intention d'ouvrir des bureaux en Arabie saoudite pour contribuer à la diversification économique et financière du pays.
En 2018, la société ouvre son premier laboratoire dédié à l’intelligence artificielle à Palo Alto, en Californie. En décembre 2018, le cumul d'actifs sous gestion de BlackRock dépasse les 5 980 milliards de dollars.
En mars 2019, BlackRock rachète l'éditeur français d'outils de gestion financière EFront Financial Solutions pour 1,3 milliard de dollars.

### Années 2020
En mai 2020, PNC Financial Services annonce la vente de sa participation de 22,4 % dans BlackRock, valorisé 17 milliards de dollars, qu'elle avait acquis en 1995 pour 240 millions de dollars. Cette valorisation représente pour la banque, actionnaire du gestionnaire d’actifs depuis vingt-cinq ans, un retour sur investissement de plus de 7 000 %.
En 2022, l'entreprise dépasse les 10 000 milliards de dollars d’encours. En effet, BlackRock a connu une augmentation de 1 500 milliards sur un an enregistrant la plus forte croissance organique de son histoire.
Entre fin janvier 2022 et le 28 février 2022, BlackRock enregistre une perte de 17 milliards de dollars sur ses actifs russes, en passant de 18,2 à un milliard de dollars dans ce laps de temps, à cause des sanctions économiques dues à l’invasion de l'Ukraine par la Russie.
Au cours du mouvement social contre le projet de réforme des retraites en France de 2023 du gouvernement Élisabeth Borne, le siège parisien de la société est envahi pendant vingt minutes par des manifestants partis d'une assemblée générale à Paris-Gare-de-Lyon, afin de donner de la visibilité à leur cause et de dénoncer les fonds de pension,.
En janvier 2024, Blackrock annonce l'acquisition de Global Infrastructure Partners (en), un fonds d'investissement spécialisée dans les infrastructures, pour 12,5 milliards de dollars,.
En mars 2025, BlackRock fait l'acquisition de ports à conteneurs du chinois CK Hutchison, dont deux ports au canal du Panama, en partenariat avec MSC.

## Activités
BlackRock est une société de gestion d'actifs cotée en bourse, avec des activités diversifiées. Au 31 décembre 2019, la valeur des actifs gérés par la société s’élève à 7 429 milliards de dollars. BlackRock n'est pas un fonds de pension, ni un fonds spéculatif. Elle collecte de l’argent auprès d’investisseurs institutionnels pour l’investir sur les marchés financiers, en leur nom. La société sert un large éventail de clients institutionnels, tels que des compagnies d’assurances et des banques.
En 2019, les actifs de BlackRock détenus par des particuliers représentent 10 % de la valeur des actifs à long terme gérés par BlackRock, contre 57 % pour les clients institutionnels et 33 % pour les fonds indiciels cotés en bourse iShares. Ces fonds, étant négociés en bourse, sont comptabilisés de façon distincte car il n’est pas toujours possible de définir si le client final est un particulier ou un acteur institutionnel.
En 2019, en termes de produits, 52 % des actifs gérés par BlackRock sont liés aux marchés actions, 31 % aux marchés obligations, 8 % aux fonds mixtes, 2 % aux produits de gestion alternative et 7 % aux fonds monétaires en 2019.
Enfin, s’agissant du style d’investissement, 27 % relèvent d’une gestion active (Blackrock, premier gérant d’actifs étrangers en France, est connu pour sa politique d'activisme actionnarial, souvent agressive et en extension, votant fréquemment contre les rémunérations des dirigeants et suivant parfois les campagnes d'autres activistes), 66 % de gestion indicielle (dite « passive ») et 7 % de gestion de fonds monétaires en 2019.
Entre juin 2019 et juin 2020, BlackRock exerce ses droits de vote au sein de 17 000 assemblées générales d’actionnaires dont 4 190 aux États-Unis et 2 434 en Europe. L'entreprise possède aussi au moins 5 % du capital de quatre sociétés américaines cotées en bourse sur dix, comme JP Morgan, Chevron, Facebook ou Walmart.
Après la crise des subprimes de 2007, l'activité de la multinationale s'oriente vers les fonds négociés en bourse (FNB ou, en anglais, ETF pour exchange traded fund),. L’Europe n’est pas en reste, avec une progression sur la même période de 150 à 900 milliards de dollars.[réf. nécessaire]
En Europe, BlackRock a investi dans la société Atos dont elle possède plus de 5 % du capital en février 2023. En 2016, BlackRock était actionnaire au sein de 18 sociétés du CAC 40 (Atos, BNP Paribas, Vinci, Saint-Gobain, Société générale, Sanofi, Michelin, Safran, Teleperformance, Total…). Fin 2017, selon une étude d'Euronext, BlackRock possède 1,9 % du CAC, avec des participations autour de 5 % dans une vingtaine de multinationales françaises. Il est, en 2020, l'un des principaux actionnaires du CAC 40, derrière les familles Arnault, Bettencourt et l’État Français. BlackRock détient aussi 5 % du groupe bancaire espagnol Santander. BlackRock est un des investisseurs les plus importants dans huit des plus grandes firmes pétrolières mondiales, et détient plus de 87 milliards de dollars de parts dans des entreprises d'énergies fossiles.
Les centres de données de BlackRock se situent, comme ceux de Microsoft, Yahoo!…, dans la ville de Wenatchee où l'électricité est bon marché, grâce notamment au barrage de Rocky Reach. Ses serveurs informatiques sont situés dans des grands hangars sécurisés, au milieu des vergers de pommes de la ville.[pertinence contestée]
La société s'appuie sur une plateforme numérique de gestion des risques baptisée Aladdin (Asset, Debt and Derivative Investment Network). Cet outil est utilisé par BlackRock ainsi que nombreux clients dont BNP Paribas. Jean-François Cirelli, président de BlackRock France, Belgique et Luxembourg précise qu’il ne s’agit pas d’une intelligence artificielle prenant des décisions d’investissement seule, mais d’un outil technologique mis au service de la gestion des risques des portefeuilles des clients. Aladdin supervise 18 000 milliards de dollars chaque jour.
À compter de 2010, BlackRock mène une stratégie de consolidation informatique afin de faire évoluer son nombre de centres de données de 32 à 12 sites. Parmi ces sites, se trouve celui de Wenatchee, dans l'État de Washington. Le recours à de l’hydroélectricité, renouvelable, ainsi que la fraîcheur du climat, refroidissant de manière naturelle les serveurs, permettent de réduire la consommation énergétique du centre de données'.

### Présence dans le monde
La région Amérique représente 66 % des actifs gérés par BlackRock en 2019, contre 27 % pour la région Europe, Proche-Orient et Afrique et 7 % pour la région Asie-Pacifique. Selon BlackRock, l'entreprise dispose de 89 bureaux répartis sur 38 pays.

#### France
La société est présente à Paris depuis 2016, où sa branche française compte 180 salariés et gère 26 milliards d’euros d’actifs en février 2020.
En mars 2022, Estelle Castres est nommée directrice générale de BlackRock pour la France, la Belgique et le Luxembourg.

#### Chine
En août 2020, BlackRock crée en Chine une coentreprise (joint venture) avec le fonds souverain singapourien Temasek Holdings, ainsi que la banque chinoise China Construction Bank (CCB).

### Finances
En 2018, BlackRock est, quant au chiffre d'affaires, au 237e rang sur la liste Fortune 500 des plus grandes sociétés américaines. Au 31 décembre 2021, ses actions boursières s'échangent à 915,56 $ par action. Sa capitalisation boursière est évaluée à plus de 101,4 milliards de dollars américains. Pour l'exercice 2021, BlackRock déclare un bénéfice de 5,901 milliards de dollars américains, pour un chiffre d'affaires annuel de 19,374 milliards de dollars américains, soit une augmentation de 19,4 % par rapport à sa déclaration fiscale précédente.
| Année | Revenu (million US$) | Revenu net (million US$) | Total des actifs (million US$) | Actifs sous gestion (AUM) (million US$) | Prix de l'action (US$) | Employés |
| ----- | -------------------- | ------------------------ | ------------------------------ | --------------------------------------- | ---------------------- | -------- |
| 2005  | 1 191                | 234                      | 1 848                          |                                         | 62,85                  | 2 151    |
| 2006  | 2 098                | 323                      | 20 469                         | 1 124 627                               | 103,75                 | 5 113    |
| 2007  | 4 845                | 993                      | 22 561                         | 1 356 644                               | 128,69                 | 5 952    |
| 2008  | 5 064                | 784                      | 19 924                         | 1 307 151                               | 144,07                 | 5 000    |
| 2009  | 4 700                | 875                      | 178 124                        | 3 346 256                               | 136,79                 | 5 341    |
| 2010  | 8 612                | 2 063                    | 178 459                        | 3 561 000                               | 145,85                 | 5 483    |
| 2011  | 9 081                | 2 337                    | 179 896                        | 3 513 000                               | 148,27                 | 10 100   |
| 2012  | 9 337                | 2 458                    | 200 451                        | 3 792 000                               | 158,53                 | 10 500   |
| 2013  | 10 180               | 2 932                    | 219 873                        | 4 325 000                               | 238,52                 | 11 400   |
| 2014  | 11 081               | 3 294                    | 239 792                        | 4 651 895                               | 289,80                 | 12 200   |
| 2015  | 11 401               | 3 345                    | 225 261                        | 4 645 412                               | 322,68                 | 13 000   |
| 2016  | 12 261               | 3 168                    | 220 177                        | 5 147 852                               | 334,16                 | 13 000   |
| 2017  | 13 600               | 4 952                    | 220 217                        | 6 288 195                               | 414,60                 | 13 900   |
| 2018  | 14 198               | 4 305                    | 159 573                        | 5 975 818                               | 546,54                 | 14 900   |
| 2019  | 14 540               | 4 480                    | 168 622                        | 7 429 633                               | 482,46                 | 16 200   |
| 2020  | 16 210               | 4 930                    | 176 982                        | 8 676 680                               | 556,43                 | 16 500   |
| 2021  | 19 374               | 5 901                    | 152 648                        | 10 010 143                              | 915,56                 | 18 400   |

## Actionnaires
En 2010, BlackRock compte notamment parmi ses actionnaires la famille Rothschild, la reine Élisabeth II, Al Gore, Maurice Strong, Warren Buffett, George Soros et le mexicain Carlos Slim Helú, . Parmi les banques et groupes de la finance figurent (au 3 octobre 2020) :
|  | The Vanguard Group                |  | 5,67 % |
|  | Capital Research & Management     |  | 5,27 % |
|  | Mizuho Financial Group            |  | 3,97 % |
|  | SSgA Funds Management             |  | 3,34 % |
|  | Wellington Management             |  | 2,95 % |
|  | China Investment Corporation      |  | 1,99 % |
|  | BlackRock Fund Advisors           |  | 1,84 % |
|  | Norges Bank Investment Management |  | 1,80 % |
|  | Guinée Bank investment            |  | 2.1 %  |

## Lobbying
Selon le Center for Responsive Politics, les dépenses de lobbying de BlackRock aux États-Unis s'élèvent en 2020 à 1 830 000 dollars.
BlackRock est inscrit depuis 2010 au registre de transparence des représentants d'intérêts auprès de la Commission européenne, et déclare en 2020 pour cette activité des dépenses annuelles d'un montant compris entre 1 250 000 et 1 500 000 euros.
BlackRock a dépensé en 2018 près d'1 million et demi d'euros en lobbying auprès du Parlement européen et organise des dizaines de rendez-vous avec les responsables de la commission[réf. nécessaire]. BlackRock entend en particulier influer sur les questions de taxation et de régulation financières. En avril 2020, BlackRock remporte un appel d'offres organisé par la Commission européenne pour rédiger un rapport sur la manière dont la supervision bancaire de l'UE pourrait prendre en compte le climat. Cette annonce suscite des craintes au sujet de possibles conflits d'intérêts compte tenu des investissements de BlackRock dans le secteur des énergies fossiles. Le groupe des Verts/Alliance libre européenne réclame une enquête à la médiatrice de l’Union européenne, Emily O'Reilly. Plusieurs eurodéputés, dont Damien Carême, député européen EELV, et Pascal Durand, député européen Renew Europe, mettent en cause le montant « anormalement bas » de l'offre de BlackRock qui lui aurait assuré de remporter l’appel d’offres,. La Commission européenne affirme que le contrat a été conclu en tenant compte, notamment, d’éventuels conflits d’intérêts, et que la contribution de BlackRock ne sera que l’une des nombreuses contributions qu’elle a sollicitées.
Inscrit sur le registre de transparence de la Commission européenne, BlackRock déclare avoir dépensé entre 1,3 et 1,5 million d’euros pour des activités de représentation d’intérêts en 2019, et suit les débats communautaires relatifs aux fonds d’investissement, à la protection des investissements, à la structure des marchés financiers, à la gouvernance d’entreprise, à l’union des marchés de capitaux, à la finance durable et à la fiscalité.
BlackRock déclare à la Haute Autorité pour la transparence de la vie publique exercer des activités de lobbying en France pour un montant qui n'excède pas 300 000 euros sur l'année 2020.

## Image dans le grand public
En dehors des milieux financiers, le nom de BlackRock demeure peu connu du grand public. Celui-ci est parfois confondu avec le fonds d’investissement Blackstone, auquel la société BlackRock a été rattachée de sa création jusqu’au milieu des années 1990. Les deux entreprises n’ont depuis plus de liens.
Les médias mettent en évidence les activités de BlackRock à la suite de la crise de 2008, les autorités américaines et européennes faisant appel aux conseils de la société afin de surmonter leurs difficultés économiques. La réserve fédérale des États-Unis et le Trésor Américain sollicitent BlackRock dans plusieurs dossiers sensibles, à l’instar de l’évaluation de leurs actifs « difficiles à estimer », du contrôle du bilan des établissements de crédit hypothécaire Fannie Mae et Freddie Mac, de l’aide au sauvetage de l’assureur AIG et de la vente de Bear Stearns à JPMorgan Chase. De même, les conseils de BlackRock sont recherchés par la Grèce et l’Irlande.
La taille et l’influence grandissante de BlackRock interpellent. Laurence D. Fink acquiert la réputation de « dépanneur en chef » de Wall Street, tandis que la société est comparée à un État du fait de sa puissance.
Les opposants au projet de réforme des retraites en France en 2020 font de BlackRock le « Dark Vador » ou le « Grand Satan » de la finance. Jean-Michel Bezat et Isabelle Chaperon, journalistes au Monde, y voient respectivement la résurgence d’une forme d’antiaméricanisme et de symbole capitaliste décrié par l’opinion publique, jusqu’ici endossé par Goldman Sachs. Cependant Larry Fink multiplie les prises de position en faveur d’un capitalisme réformé.

## Controverses
Pour la professeure de macroéconomie à l'Université de l'Ouest de l'Angleterre (UWE) à Bristol, Daniela Gabor, « la Banque centrale européenne, qui sollicite BlackRock pour auditer les banques, n’a aucun pouvoir sur cette société. L’argument de BlackRock est simple : nous ne faisons pas d'effet de levier, nous n’agissons pas comme les banques, donc nous n’avons pas besoin d’être réglementé comme une institution systémique. De fait, BlackRock passe sous tous les radars ».
Comme pour d'autres grandes entreprises, l'importance de certains salaires et bonus est parfois mise en avant. Le PDG de BlackRock, Larry Fink, aurait ainsi en 2011, bénéficié d’un revenu de 23,38 millions de dollars selon le magazine économique Forbes.
En 2012, BlackRock embauche Philipp Hildebrand (ancien associé du hedge fund américain Moore Capital Management, après qu'il eut dû démissionner le 9 janvier 2012 de la présidence de la Banque nationale suisse en raison de transactions sur des devises faites par son épouse, avant d'être blanchi par un audit montrant qu'il n'avait pas lui-même contrevenu à la réglementation suisse. Hildebrand sera chargé, dans la succursale londonienne de BlackRock, des gros clients d’Europe, du Proche-Orient, d’Afrique et d’Asie.
En janvier 2017, BlackRock embauche George Osborne, ancien ministre des Finances et membre du parti conservateur britannique, qui rejoint le think tank de la société, la BlackRock Investment Institute.
En novembre 2018, la police allemande perquisitionne les bureaux de BlackRock. Le fonds est soupçonné d’être impliqué dans la gigantesque fraude CumEx Files, système pratiqué par des fonds de placement et des banques consistant à se faire rembourser des impôts non payés sur les dividendes des actionnaires. En 2018 toujours, dans sa lettre annuelle aux actionnaires, Laurence D.Fink, PDG de BlackRock, déclare que les autres PDG devraient être conscients de leur impact sur la société. Cette déclaration suscite la colère d'organisations anti-guerre car BlackRock est connu comme étant le plus grand investisseur aidant les fabricants d'armes, à travers ses iShares U.S. Aerospace and Defence ETF. Au mois de mai 2018, des représentants de ces organisations anti-guerre organisent une manifestation à l'occasion de l'assemblée annuelle des actionnaires de BlackRock à Manhattan, New York.
Fin 2019-début 2020, BlackRock est au cœur d'une autre polémique quant à sa potentielle influence vis-à-vis du gouvernement français, au sujet du projet de réforme des retraites voulue par le gouvernement dite « retraite universelle »,. Le 7 janvier 2020, des dizaines de grévistes de la SNCF et de la RATP manifestent au sein du siège parisien de BlackRock et lui décernent « une médaille du déshonneur », tout en réclamant le retrait du projet gouvernemental de réforme des retraites,,,. Marianne relève plus largement son influence auprès de l'exécutif français depuis l'élection d'Emmanuel Macron, qui entretient des relations régulières et privilégiées avec Larry Fink et Jean-François Cirelli (qui a reçu une légion d'honneur critiquée) ; en parallèle, ce dernier et BlackRock se montrent élogieux à l'égard de l'action du gouvernement, et l'encours de dette française détenue par BlackRock double pour atteindre 32 milliards de dollars en août 2018.
Le 10 février 2020, après une première intrusion au début de l'année, pour dénoncer le soutien financier de BlackRock au secteur des énergies fossiles, une centaine de membres du mouvement écologiste Youth for Climate Paris-Île-de-France, accompagnés d'autres collectifs, pénètrent dans le siège parisien de la société et inscrivent des messages comme « l’avenir en feu », ou « je veux vivre », sur les murs des bureaux, afin de dénoncer ses investissements écocides, ainsi que pour le rôle qu'ils lui attribuent dans la réforme des retraites. À propos de cette intrusion, David Belliard, candidat d'Europe Écologie Les Verts à la mairie de Paris appelle à « comprendre les violences » des activistes écologiques.

## Changement climatique
À partir de 2017, la société BlackRock s’est engagée dans un processus visant à intégrer le changement climatique dans ses stratégies d’investissement. Une équipe dédiée « BlackRock Investment Stewardship » est chargée de vérifier que les entreprises dans lesquelles BlackRock investit respectent leurs engagements environnementaux. En 2020, 244 entreprises sont identifiées par BlackRock comme n’intégrant pas suffisamment les risques climatiques dans leur modèle de développement. En conséquence, la société prend des décisions de vote défavorables aux dirigeants en place pour 53 d’entre elles et place les 191 restantes sous surveillance.
Un rapport publié à l'occasion de la COP24, en 2018, souligne que BlackRock détient le principal portefeuille d’investissements relatifs aux centrales à charbon représentant 11 milliards de dollars répartis dans 56 développeurs de centrales à charbon. Un autre rapport publié par l'ONG InfluenceMap indique que BlackRock détient des participations lui permettant de contrôler plus de réserves de pétrole, de gaz et de charbon thermique que tout autre investisseur, soit l’équivalent de 9,5 gigatonnes d’émissions de CO2, soit 30 % des émissions de carbone liées à l’énergie à partir de 2017.
Préoccupés par le réchauffement climatique et la biodiversité, des organisations non gouvernementales environnementales, dont notamment le Sierra Club et Amazon Watch (en), ont lancé une campagne intitulée « BlackRock's Big Problem » en septembre 2018. Selon cette campagne, BlackRock est le « plus grand des moteurs de la destruction du climat sur la planète », en partie en raison de son refus de se départir des sociétés du secteur des combustibles fossiles.
Le 14 janvier 2020, le PDG de BlackRock Laurence D. Fink, répond à ses détracteurs et déclare par écrit à ses actionnaires, clients et investisseurs que la durabilité environnementale serait désormais un objectif clé pour les décisions d'investissement. Sur la base des « travaux d'un large éventail d'organisations - y compris le Groupe d'experts intergouvernemental sur l'évolution du climat de l'ONU, le BlackRock Investment Institute, et bien d'autres, y compris de nouvelles études de McKinsey sur les implications socioéconomiques du risque climatique physique », il annonce, estimant que « le changement climatique est presque toujours le principal problème que les clients du monde entier soulèvent avec BlackRock », que BlackRock a maintenant la conviction « que les portefeuilles d'investissement intégrés au développement durable et au climat peuvent offrir de meilleurs rendements ajustés au risque pour les investisseurs. Et avec l'impact de la durabilité sur les rendements des investissements qui augmente, nous pensons que l'investissement durable est la base la plus solide pour les portefeuilles clients à l'avenir » ; il annonce, sur son site internet, que BlackRock va vendre pour 500 millions de dollars d'actifs liés au charbon et créer des fonds évitant les stocks de combustibles fossiles ; deux mesures qui changeraient radicalement la politique d'investissement de la société. Il s'engage aussi à plus de « transparence dans les activités de gérance des investissements » de l'entreprise. Bill McKibben, journaliste et auteur environnementaliste, spécialisé dans le sujet de la question climatique, qualifie ce revirement de « victoire énorme, sinon finale, pour les militants ».
En janvier 2020, BlackRock rejoint l’initiative Climate Action 100+, un groupe d’investisseurs qui dialogue avec les entreprises afin d’améliorer la communication des informations sur le climat et d’aligner leur stratégie commerciale sur les objectifs de l’Accord de Paris.
En juin 2021, BlackRock achète le modèle de scénario de changement climatique de la société Baringa afin de l'intégrer dans sa gestion des risques ce qui crédibilise sa stratégie de conseil[non neutre] en ce qui concerne la publication de l'exposition aux risques climatiques des entreprises.
En mai 2022, malgré ses précédentes promesses, la société recule sur ses engagements climatiques, en réduisant son soutien aux résolutions d’actionnaires pro-climat lors des assemblées générales annuelles dans un contexte de guerre prolongée en Ukraine,.
En juin 2022, les sénateurs américains réalisant l'audition des très grands fonds de gestion, ont reproché à BlackRock de trop promouvoir la finance éthique. Dans le cadre d'une attaque en règle contre les critères ESG (environnement, social, gouvernance), les sénateurs républicains ont reproché au fond BlackRock de boycotter les entreprises fossiles des états du sud des Etats-Unis. Taxé de « gauchiste », Larry Fink a été obligé de mettre de l'eau dans son vin et a dû assurer aux élus du Texas qu'il continuera à investir dans les compagnies pétrolières de l'Etat.
En août 2023, BlackRock est sous le coup d'une enquête des autorités américaines concernant ses investissements dans des entreprises chinoises faisant l'objet de sanctions américaines. Le comité de la Chambre des représentants sur le Parti communiste chinois accuse BlackRock et l'indice MSCI d'investir dans des entreprises chinoises liées à l'amélioration de la puissance militaire de la Chine, ce qui pourrait représenter un danger pour la sécurité nationale américaine. BlackRock nie toute malversation, affirmant que ses investissements en Chine sont conformes aux lois américaines.

### Filmographie
- Ces financiers qui dirigent le monde - BlackRock, documentaire complet de Tom Ockers (Allemagne, 2019, 1 h 30 min) ; ARTE, mis en ligne le 17 septembre 2019